# Темплно
Темплно (англ. Templenoe; ирл. An Teampall Nua) — деревня в Ирландии, находится в графстве Керри (провинция Манстер).